# 호세 트레비노
호세 라몬 트레비노(Jose Ramón Trevino, 1992년 11월 28일 ~ )는 미국의 야구 선수로, 메이저 리그에 소속되어 있는 뉴욕 양키스의 포수이다.

## 아마추어 경력
텍사스주 태생의 호세 트레비노는 그 지역의 세인트 존 폴 II 고등학교에서 선수로 활동하였지만, 프로에 지명을 받지 못한다. 이후 그는 오럴 로버츠 대학교에 진학하였고, 2014년 메이저리그 신인 드래프트에서 6라운드 전체 186순위로 텍사스 레인저스에 지명을 받게 되었다.

## 선수 경력

### 텍사스 레인저스
텍사스 레인저스에 입단한 후 산하 마이너 리그 팀인 스포칸 인디언스에서 포수, 3루수, 2루수로 출장하였고, 이듬해인 2015년부터는 풀타임 포수로 출장하게 된다. 특히 2016년과 2017년에는 마이너 리그 골드글러브를 수상하기도 하였다. 그는 2017년 시즌 종료 후에 40인 로스터에 등록되었고, 2018년 6월 15일에 치러진 콜로라도 로키스와의 경기에서 교체 출전하면서 메이저리그 데뷔전을 치르게 되었다. 그리고 다음 날인 6월 16일 콜로라도 로키스전에서 웨이드 데이비스를 상대로 메이저리그 데뷔 첫 안타를 기록하였다. 하지만 그 해 왼쪽 어깨에 수술을 받게 되면서 시즌을 마치게 된다. 2019년 시즌에는 마이너 리그에서 주로 활동하다가 8월 2일에 메이저 리그에 콜업 되었고, 그곳에서 시즌을 마치게 된다. 그리고 이 시즌에는 40경기에 출장하여 0.258의 타율과 2개의 홈런, 13개의 타점을 기록하였다. 또한 이 때 44%의 도루 저지율을 기록하였는데, 이는 메이저리그 평균인 27%를 넘어서는 기록이었다. 2020년 시즌에는 코로나19로 인해 60경기 단축 시즌이 치러졌고, 이 시즌에는 24경기에 출장하여 0.250의 타율과 2개의 홈런과 9개의 타점을 기록하였다. 이후 정상적으로 개막한 2021년 시즌에는 팀 동료인 조나 헤임과 돌아가면서 포수로 출장하였고, 89경기에 출장하여 0.239의 타율과 5개의 홈런, 30개의 타점을 기록하였다. 

### 뉴욕 양키스
2022년 시즌 개막을 앞둔 4월 2일에 기존 주전 포수였던 게리 산체스가 미네소타 트윈스로 트레이드 되면서 포수 보강을 원하던 뉴욕 양키스로 트레이드 되었다. 이후 전반기에 55경기에서 0.251의 타율과 7홈런과 27개의 타점을 기록하는 등 공격에서 팀 동료인 카일 히가시오카보다 타격에서 우위를 보였고, 주전 포수로 주로 출전하게 된다. 그리고 이 덕분에 데뷔 첫 아메리칸 리그 올스타로 선정되었다. 이 시즌에는 115경기에 출전하면서 데뷔 후 최다 경기에 출장하였고, 0.248의 타율과 11홈런과 43개의 타점을 기록하였다. 또한 수비에서도 33%의 도루 저지율을 기록하면서 아메리칸 리그 도루 저지율 1위를 기록하는 등 좋은 활약을 보였고, 이러한 활약을 바탕으로 데뷔 첫 아메리칸 리그 골드글러브 포수 부문과 아메리칸 리그 플래티넘글러브를 수상하였다.

## 수상 경력
- 아메리칸 리그 골드글러브 포수 부문 1회 (2022년)
- 아메리칸 리그 플래티넘글러브 1회 (2022년)
- 아메리칸 리그 올스타 1회 (2022년)

## 연도별 타격 성적
| 연 도  | 소 속 | 경 기 | 타 석 | 타 수 | 득 점 | 안 타 | 2 루 타 | 3 루 타 | 홈 런 | 루 타 | 타 점 | 도 루 | 도 루 자 | 희 생 번 | 희 생 플 | 볼 넷 | 고 4 | 사 구 | 삼 진 | 병 살 타 | 타 율 | 출 루 율 | 장 타 율 | O P S |
| ------ | ----- | ----- | ----- | ----- | ----- | ----- | ------- | ------- | ----- | ----- | ----- | ----- | -------- | -------- | -------- | ----- | ---- | ----- | ----- | -------- | ----- | -------- | -------- | ----- |
| 2018년 | TEX   | 3     | 8     | 8     | 0     | 2     | 0       | 0       | 0     | 2     | 3     | 0     | 0        | 0        | 0        | 0     | 0    | 0     | 1     | 1        | .250  | .250     | .250     | .500  |
| 2019년 | TEX   | 40    | 126   | 120   | 18    | 31    | 9       | 0       | 2     | 46    | 13    | 0     | 0        | 1        | 2        | 3     | 0    | 0     | 27    | 6        | .258  | .272     | .383     | .655  |
| 2020년 | TEX   | 24    | 83    | 76    | 10    | 19    | 8       | 0       | 2     | 33    | 9     | 0     | 0        | 1        | 2        | 3     | 0    | 1     | 15    | 1        | .250  | .280     | .434     | .715  |
| 2021년 | TEX   | 89    | 302   | 285   | 23    | 68    | 14      | 0       | 5     | 97    | 30    | 1     | 1        | 2        | 3        | 12    | 1    | 0     | 57    | 13       | .239  | .267     | .340     | .607  |
| 2022년 | NYY   | 115   | 353   | 335   | 39    | 83    | 12      | 1       | 11    | 130   | 43    | 2     | 1        | 0        | 1        | 15    | 0    | 2     | 62    | 5        | .248  | .283     | .388     | .671  |
| 통산   | 5시즌 | 271   | 872   | 824   | 90    | 203   | 43      | 1       | 20    | 308   | 98    | 3     | 2        | 4        | 8        | 33    | 1    | 3     | 162   | 26       | .246  | .275     | .374     | .649  |

- 2022년 기준, 굵은 글씨는 시즌 최고 성적.